# Протестантизм в Албании
Протестантизм в Албании — одно из направлений христианства в стране. Протестанты являются одной из пяти официально признанных конфессий в стране (наряду с православными, католиками, мусульманами суннитами и бекташами). По данным исследовательского центра Pew Research Center в 2010 году протестанты составляли 0,3 % населения этой страны (или 9 тыс. в 2014 году). «Операция мир» насчитала в Албании 14 тыс. протестантов (или 0,47 %). Наконец, «Энциклопедия религий» и «Всемирная христианская энциклопедия» сообщают о 20 тыс. протестантах в Албании.
В ходе всеобщей переписи населения в 2011 году лишь 3,8 тыс. человек назвали свою религию «евангельской». При этом данные переписи не до конца отражают действительность, так как почти 20 % респондентов отказались отвечать на вопрос о религиозной принадлежности, а некоторые религиозные лидеры оспорили результаты переписи.
По неполным данным в 2001 году в стране было 158 протестантских церквей; в 2007—189 церквей и групп. Значительная часть протестантских церквей входит в Албанское евангельское братство (98 церквей в 2005 году; 135 церквей в 2010 году), связанное со Всемирным евангельским альянсом. Протестанты Албании, вместе с католиками и православными, сотрудничают в межконфессиональном Библейском обществе.

## Исторический обзор
История протестантизма в Албании восходит к 1873 году, когда американские методистские миссионеры начали служение в Манастире (ныне — Битола, Македония); в 1876 году были крещены первые албанцы. В следующем, 1877 году в протестантизм переходит Герасим Кириази (1859—1894), названный впоследствии «отцом протестантской церкви в Албании». К 1882 году, основанная в Манастире Албанская евангелическая церковь насчитывала 36 верующих. В конце XIX века протестантская церковь появилась в Корче.

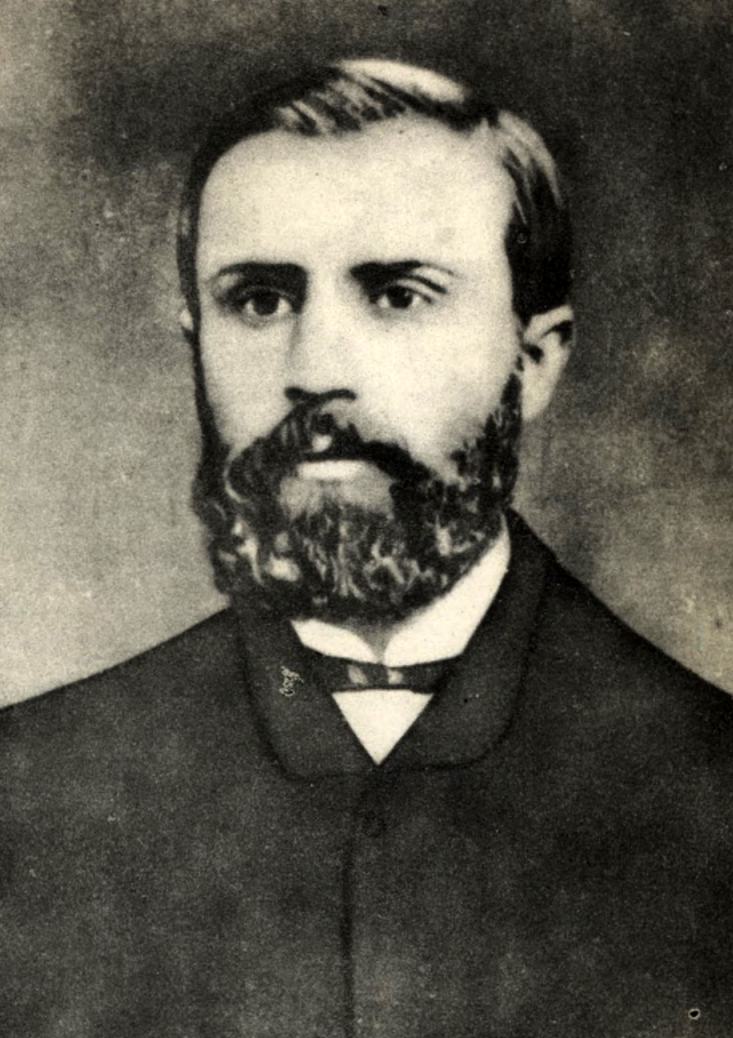
Герасим Кириази, «отец протестантской церкви в Албании»

Албанские протестанты активно участвовали в национально-освободительном и просветительском движении страны. 8 марта 1887 года Герасим Кириази добился разрешения от турецкого правительства открыть в Корче первую светскую школу с преподаванием на албанском языке; в наши дни, в память об этом событии, 8 марта в стране отмечается День Учителя. В 1891 году Кириази открыл в Корче первую школу для девочек.
Несмотря на противодействие турецких властей и православной церкви, Албанская евангелическая церковь распространила свою деятельность на всю территорию страны. После провозглашения независимости Албании непродолжительное время первым и единственным князем Албании (в 1914 году) был немец-протестант Вильгельм Вид.
Американские баптисты служат в Албании с 1932 года. В 1939 году к ним присоединились баптисты из Италии. В 1938 году из Греции в Албанию вернулся Д. Льюис, албанец, принявший в США адвентизм. При поддержке греческих братьев, адвентисты начинают служение в Тиране.
После прихода к власти Ходжи и начала антирелигиозной кампании, все усилия протестантских миссий были разрушены. В начале 1990-х годов, с началом демократизации страны, служение протестантов активизировалось. В 1990 году возобновила богослужения межденоминационная Евангелическая церковь; в 1991 году контакт с верующими адвентистами в Албании восстановила Церковь адвентистов седьмого дня; в 1992 году в Тиране начали богослужения канадские баптисты. В 1991 году миссионерскую работу в Албании начали пятидесятники из Ассамблей Бога, Церкви четырёхстороннего Евангелия и церкви «Слово жизни», в 1992 году к ним присоединилась Церковь Бога. Плимутские братья действуют в Албании с 1990 года, Ученики Христа с 1991, назаряне с 1992.

## Современное состояние
Свыше половины албанских протестантов посещают различные пятидесятнические церкви. Крупнейшей из них, возможно, является «Слово жизни» с 8 тыс. прихожанами. Ассамблеи Бога насчитывают в стране 1 тыс. прихожан. В стране действуют и другие пятидесятнические деноминации — Церковь Бога, Международная церковь четырёхстороннего Евангелия, Искупленная христианская церковь Божья, Церковь «Неемия», Церковь «Возрождение».
Межденоминационная Евангелическая церковь Албании насчитывает 6 общин, прихожанами которых являются 500 человек. Адвентисты сообщают о 3 церквах в Албании (300 членов). Пять баптистских церквей объединяют 250 верующих. Среди других деноминаций следует назвать Новоапостольскую церковь (1 тыс.), плимутских братьев (800 человек, 25 церквей);  Учеников Христа (550 человек, 5 церквей), методистов (150 верующих), назарян (100 верующих, 3 церкви), лютеран (2 миссии).
В сентябре 2012 года протестанты Албании провели совместный евангелизационный фестиваль в Тиране, который посетило 20 тыс. человек.